# Caitlin Cronenbergová
Caitlin Cronenbergová (nepřechýleně Cronenberg; * 27. října 1984) je kanadská fotografka a filmařka, známá svými portréty celebrit a editoriály. Je dcerou režiséra Davida Cronenberga a sestrou Brandona Cronenberga.

## Životopis
Cronenbergová se narodila v Torontu jako dcera filmařů Davida Cronenberga a Carolyn Zeifmanové, její bratr je režisér Brandon Cronenberg. Má také nevlastní sestru Cassandru z prvního manželství svého otce. Získala titul v oboru módního návrhářství na Ryerson University, a poté začala svou kariéru jako fotografka.

## Kariéra
Její práce se objevily v časopisech a novinách po celém světě, včetně obálek W, L'Uomo Vogue, nebo Variety.
V roce 2010 Cronenbergová vydala vlastní knihu aktů s názvem POSER. Kromě fotografování režírovala několik hudebních videí, včetně „I Got You“ od Hollerada nebo „On Camera“ od Hilla.
Nejznámější je díky fotografování obalu a bookletu k albu Views kanadského rappera Drakea , které se v roce 2016 stalo virální senzací.
V roce 2017 byla Cronenbergová najata společností Apple, aby nafotografovala portréty Kanaďanů po celé zemi pro vůbec první kampaň „Shot on iPhone“ vytvořenou speciálně pro Kanadu. Téhož roku Cronenbergová fotografovala kanadského premiéra Justina Trudeaua na obálku časopisu Delta Sky Magazine. Ve stejném roce získala ocenění Canadian Arts and Fashion Awards (CAFA) jako „Image maker of the Year“. Její druhá kniha The Endings vyšla v roce 2018.
V roce 2021 natočila Cronenbergová krátký minutový film Smrt Davida Cronenberga, v němž hlavní postavu a zároveň spisovatele ztvárnil její otec. Film byl nabídnut jako NFT v SuperRare k aukci. Následně byl vydán 19. září 2021. Také byla hostujícím porotcem a sloužila jako fotografka v minivýzvě v druhé sezóně kanadského Drag Race v epizodě „Lost and Fierce“.